# 13 marca
13 marca jest 72. (w latach przestępnych 73.) dniem w kalendarzu gregoriańskim. Do końca roku pozostaje 293 dni.

## Święta
- Imieniny obchodzą: Anioł, Bożena, Bratomir, Cieszymysł, Ernest, Kasjan, Krystyna, Letycja, Marek, Patrycja, Roderyk, Sabin, Salomon, Trzebiesław i Trzebisław
- Wspomnienia i święta w Kościele katolickim obchodzą[1][2]:
  - bł. Agnellus z Pizy (franciszkanin)
  - św. Krystyna – pers. Jazdin (męczennica chrześcijańska z Persji, zg. 13 marca 559)
  - św. Patrycja z Nikomedii (męczennica)
  - św. Roderyk z Kordoby (męczennik)

## Wydarzenia w Polsce
- 1515 – Nieudany nocny atak Tatarów na Trembowlę.
- 1707 – W kościele św. Krzyża w Warszawie po raz pierwszy odśpiewano Gorzkie żale (pod nazwą Snopek Mirry z Ogrodu Gethsemańskiego, albo żałosne gorzkiej męki Syna Bożego rozpamiętywanie).
- 1786 – Papież Pius VI erygował diecezję tarnowską.
- 1813 – Cesarz Rosji Aleksander I Romanow powołał Radę Najwyższą Tymczasową Księstwa Warszawskiego.
- 1931 – Sejm RP przyjął ustawę znoszącą wszystkie przywileje lub ograniczenia związane z pochodzeniem, narodowością, językiem, rasą lub religią sprzed 1918 roku.
- 1940 – Akcja T4: w dniach 13–15 marca zostało zamordowanych przez Niemców około 500 pacjentów szpitala psychiatrycznego w Łodzi.
- 1943 – Rozpoczęła się likwidacja krakowskiego getta.
- 1945 – Operacja pomorska: zwycięstwo 2. Warszawskiej Dywizji Piechoty w bitwie pod Dziwnówkiem.
- 1954 – Odbyła się pierwsza próba Studenckiego Teatru Satyryków (STS).
- 1960 – Włoch Maurizio Pollini został zwycięzcą VI Międzynarodowego Konkursu Pianistycznego im. Fryderyka Chopina.
- 1961 – Założono klub sportowy Moto Jelcz Oława.
- 1965 – Argentynka Martha Argerich została zwyciężczynią VII Międzynarodowego Konkursu Pianistycznego im. Fryderyka Chopina.
- 1968 – Górnik Zabrze pokonał Manchester United 1:0 w rozegranym na Stadionie Śląskim w Chorzowie rewanżowym meczu ćwierćfinałowym PEMK. W pierwszym meczu wygrali Anglicy 2:0.
- 2002 – W Warszawie odsłonięto pomnik Tarasa Szewczenki.
- 2003 – Rada Miasta ustanowiła 1 sierpnia Dniem Pamięci Warszawy.
- 2007 – Trybunał Konstytucyjny orzekł, że przepis dotyczący utraty mandatu wójta, burmistrza, prezydenta miasta i radnego w wyniku niezłożenia przez niego w terminie oświadczenia majątkowego jest niezgodny z konstytucją.

## Wydarzenia na świecie

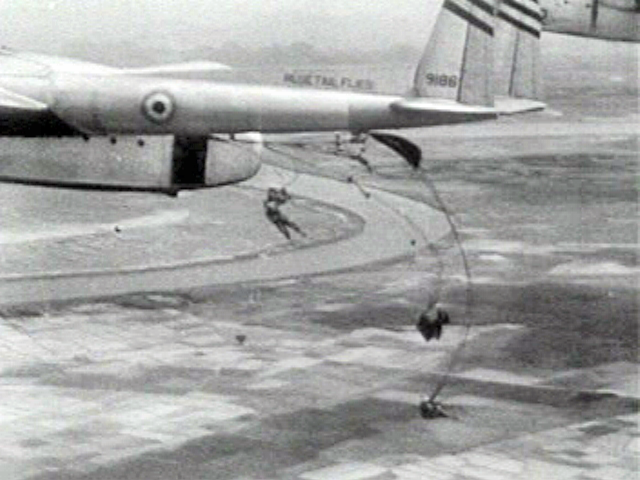
Desant francuskich spadochroniarzy pod Dien Bien Phu (1954)

- 483 – Feliks III został papieżem.
- 1138:
  - Konrad III Hohenstauf został koronowany w Akwizgranie na króla Niemiec.
  - Wiktor IV został wybrany na antypapieża.
- 1567 – Wojna osiemdziesięcioletnia: zwycięstwo wojsk hiszpańskich nad holenderskimi powstańcami w bitwie pod Oosterweel.
- 1569 – Wojny religijne hugenockie: zwycięstwo francuskich wojsk katolickich w bitwie pod Jarnac.
- 1591 – Zwycięstwo Marokańczyków nad wojskami Songhaju w bitwie pod Tondibi.
- 1697 – Hiszpanie zdobyli wyspę Tayasal na jeziorze Petén Itzá w Gwatemali, ostatnie niepodległe miasto-państwo Majów.
- 1728 – Sułtan Maroka Abu al-Abbas Ahmad II został zdetronizowany na 4 miesiące przez swego brata Abd al-Malika.
- 1736 – Późniejszy król wyspy, niemiecki wojskowy, dyplomata i agent Theodor von Neuhoff przybył na czele oddziału powstańców na Korsykę w celu wyzwolenia jej spod panowania genueńskiego.
- 1759 – Pojawiła się Kometa Halleya, co w 1705 przewidział angielski astronom Edmond Halley.
- 1781 – Niemiecko-brytyjski astronom William Herschel odkrył Urana.
- 1797 – W Paryżu odbyła się premiera opery Medea z muzyką Luigiego Cherubiniego i librettem François-Benoît Hoffmanna.
- 1808 – Fryderyk VI Oldenburg został królem Danii i Norwegii.
- 1809 – Król Szwecji Gustaw IV Adolf został aresztowany przez rebeliantów.
- 1811 – Wojny napoleońskie: zwycięstwo floty brytyjskiej nad francuską w bitwie morskiej koło Lissy.
- 1814 – VI koalicja antyfrancuska: zwycięstwo wojsk francuskich nad korpusem prusko-rosyjskim w bitwie pod Reims.
- 1825 – Papież Leon XII wydał potępiającą wolnomularstwo encyklikę Quo graviora.
- 1831 – Casimir Périer został premierem Francji.
- 1845 – W Lipsku odbyła się premiera Koncertu skrzypcowego e-moll Felixa Mendelssohna-Bartholdy’ego.
- 1848 – Wiosna Ludów: wybuchła rewolucja w Wiedniu, w wyniku której został obalony kanclerz Klemens Lothar von Metternich, który uciekł z kraju.
- 1852 – Utworzono Księstwo Czarnogóry.
- 1863 – Francuski poeta August Barbier napisał wiersz Atak pod Węgrowem, który został zainspirowany atakiem polskich kosynierów na rosyjskie armaty w czasie stoczonej 3 lutego bitwy pod Węgrowem.
- 1865 – Wojna secesyjna: ogłoszono niezrealizowany do końca pobór 300 tysięcy Afroamerykanów do Armii Stanów Skonfederowanych.
- 1870 – Ukazało się pierwsze wydanie słowackiej gazety „Národnie noviny”.
- 1879 – Książę brytyjski Artur poślubił księżniczkę pruską Luizę Małgorzatę.
- 1881 – Cesarz Rosji Aleksander II Romanow zginął w wyniku zamachu bombowego przeprowadzonego na Newskim Prospekcie w Petersburgu przez polskiego działacza Narodnej Woli Ignacego Hryniewieckiego, który również poniósł śmierć.
- 1898 – W Mińsku została założona Socjaldemokratyczna Partia Robotnicza Rosji.
- 1900 – II wojna burska: wojska brytyjskie zajęły Bloemfontein.
- 1902 – W celu ograniczenia zapylenia, zgodnie z pomysłem szwajcarskiego lekarza i wynalazcy Ernesta Guglielminettiego, w Monako pokryto gorącą smołą pierwszy próbny odcinek drogi wyłożonej makadamem o długości 40 m. Z czasem metodę tę ulepszano, co miało wpływ na ukształtowanie się technologii nawierzchni bitumicznych.
- 1904 – Na przełęczy Uspallata w Andach na granicy granicy argentyńsko-chilijskiej ustawiono monumentalną rzeźbę Chrystus Zbawiciel Andów, upamiętniającą pokój zawarty pomiędzy tymi dwoma krajami po trwającym kilkadziesiąt lat sporze granicznym.
- 1912:
  - Rządy Bułgarii i Serbii zawarły tajny sojusz antyturecki.
  - Tang Shaoyi został premierem Republiki Chińskiej.
- 1913:
  - Rewolucja meksykańska: przywódca partyzantki chłopskiej Pancho Villa powrócił do Meksyku z USA, gdzie przebywał na dobrowolnym wygnaniu.
  - Z angielskiego Falmouth wpłynął statek z pierwszą wyprawą badawczą na Wyspę Wielkanocną, kierowaną przez małżeństwo archeologów Williama i Katherine Routledge’ów.
- 1915 – I wojna światowa: zakończyła się nierozstrzygnięta bitwa pod Neuve Chapelle we Francji (10–13 marca).
- 1917:
  - I wojna światowa: Niemiecki okręt podwodny SM UC-68 zaginął na kanale La Manche wraz z 27-osobową załogą.
  - Rewolucja lutowa: rozpoczęła działalność Piotrogrodzka Rada Delegatów Robotniczych i Żołnierskich.
  - Ukazało się pierwsze wydanie rosyjskiego dziennika „Izwiestija”.
- 1918 – Wojska austriacko-niemieckie zlikwidowały Odeską Republikę Radziecką.
- 1919 – Związek operacyjny Armii Czerwonej przemianowano na Armię Białorusko-Litewską.
- 1920:
  - Rozpoczęła się czterodniowa nieudana próba przewrotu monarchistycznego w Republice Weimarskiej.
  - Wojna domowa w Rosji: Armia Czerwona zdobyła Murmańsk.
- 1921 – Rewolucja w Mongolii: z inicjatywy wspieranej przez Rosję sowiecką Mongolskiej Partii Ludowej powołano rząd tymczasowy, na czele którego stanął Dogsomyn Bodoo.
- 1923 – Prezydent Litwy Aleksandras Stulginskis rozwiązał Sejm I kadencji i zarządził przedterminowe wybory na 12–13 maja.
- 1925 – W amerykańskim stanie Tennessee zakazano nauczania w szkołach teorii ewolucji, konsekwencją czego był tzw. małpi proces.
- 1926 – W okolicach Lichtenburga (RPA) odkryto złoże diamentów.
- 1932 – Urzędujący prezydent Paul von Hindenburg i Adolf Hitler przeszli do II tury wyborów prezydenckich w Niemczech, w której 10 kwietnia zwyciężył Hindenburg.
- 1933 – Joseph Goebbels został ministrem oświaty i propagandy III Rzeszy.
- 1938:
  - Anschluss Austrii: ogłoszono ustawę podpisaną przez Adolfa Hitlera, która włączała Austrię do Wielkiej Rzeszy jako Marchię Wschodnią (Ostmark).
  - Léon Blum został po raz drugi premierem Francji.
  - W rozegranym w Zurychu pierwszym w historii meczu między reprezentacjami Szwajcarii i Polski padł remis 3:3.
- 1939:
  - Około stu członków ukraińskiej Siczy Karpackiej zginęło w starciu z wojskami czechosłowackimi w mieście Chust na Rusi Zakarpackiej.
  - W Niemczech rozwiązano Ligę Pangermańską.
- 1940:
  - Bitwa o Atlantyk: niemiecki okręt podwodny U-44 z 47-osobową załogą zatonął na brytyjskim polu minowym na Morzu Północnym.
  - Zakończyła się radziecko-fińska wojna zimowa.
  - Został odkryty tzw. Obiekt Mayalla, będący parą zderzających się galaktyk w gwiazdozbiorze Wielkiej Niedźwiedzicy.
- 1941 – Na poligonie koło Hagi Niemcy rozstrzelali 18 członków holenderskiego ruchu oporu.
- 1943 – Podczas lotu ze Smoleńska do Kętrzyna nie wybuchła z powodu zbyt niskiej temperatury bomba umieszczona przez niemieckich oficerów-spiskowców w samolocie Adolfa Hitlera.
- 1944:
  - Erupcja Wezuwiusza.
  - Front wschodni: Armia Czerwona wyzwoliła Chersoń.
  - Wojna na Pacyfiku: na południe od wyspy Hachijō-jima amerykański okręt podwodny USS „Sand Lance” zatopił japoński krążownik lekki „Tatsuta”, w wyniku czego zginęło 26 członków załogi, a 10 zostało rannych.
- 1947 – Odbyła się 19. ceremonia wręczenia Oscarów.
- 1949 – Premiera japońskiego filmu Pojedynek w ciszy w reżyserii Akiry Kurosawy.
- 1954:
  - I wojna indochińska: rozpoczęła się Bitwa o Dien Bien Phu.
  - Iwan Sierow został przewodniczącym KGB.
- 1955 – Mahendra został królem Nepalu.
- 1961:
  - Cypr został członkiem Wspólnoty Narodów.
  - Dokonano pierwszego wejścia na himalajski szczyt Ama Dablam (6812 m n.p.m.)
  - W Kijowie z Babiego Jaru wylała się na dzielnicę Kureniwka lawina błota z odpadów budowlanych, w wyniku czego zginęło 1,5–2 tys. osób (katastrofa kureniwska).
- 1962 – Amerykańskie Kolegium Połączonych Szefów Sztabów przedstawiło sekretarzowi obrony Robertowi McNamarze plany tzw. operacji „Northwoods” pod fałszywą flagą, zakładającej przeprowadzenie przez CIA i inne agencje rządowe ataków terrorystycznych w miastach USA, które miałyby zwiększyć poparcie publiczne dla planowanej wojny przeciwko Kubie.
- 1963:
  - Na rzece Kolorado rozpoczęto napełnianie sztucznego jeziora Powell, które powstało dzięki wybudowaniu zapory Glen Canyon.
  - W Phoenix w Arizonie pod zarzutem porwania i gwałtu został aresztowany Ernesto Miranda, który nie został poinformowany przez policję o przysługujących mu prawach, co doprowadziło później do kasacji wyroku przez amerykański Sąd Najwyższy. W wyniku tej sprawy zostały wprowadzone tzw. Prawa Mirandy.
- 1964 – 29-letnia mieszkanka Nowego Jorku Kitty Genovese została brutalnie zamordowana przed swoim domem w dzielnicy Queens. Całkowity brak reakcji wielu osób będących świadkami zbrodni został opisany w czasie śledztwa przez psychologów jako tzw. „syndrom Genovese” (rozproszenie odpowiedzialności).
- 1966 – Został założony Narodowy Związek Całkowitego Wyzwolenia Angoli (UNITA).
- 1967 – 25 osób zginęło w katastrofie samolotu Vickers Viscount w East London w RPA.
- 1969 – Zakończyła się załogowa misja kosmiczna Apollo 9.
- 1970 – W wyniku zatonięcia irańskiego statku pasażerskiego „Viaqtar” w Zatoce Perskiej zginęło 105 spośród 180 osób na pokładzie.
- 1972 – Australijska stacja telewizyjna Network 10 wyemitowała pierwszy odcinek opery mydlanej Numer 96.
- 1973 – Uchwalono nową konstytucję Syrii.
- 1977 – Dokonano oblotu amerykańskiego śmigłowca wielozadaniowego Sikorsky S-76 Spirit.
- 1979 – Na karaibskiej Grenadzie doszło do komunistycznego przewrotu.
- 1980:
  - Amerykański seryjny morderca John Wayne Gacy został skazany na karę śmierci.
  - Został odkryty księżyc Saturna Kalipso.
- 1986 – Wystrzelono radziecki statek kosmiczny Sojuz T-15 z ostatnią misją załogową na stację kosmiczną Salut 7 i pierwszą na stację Mir.
- 1988 – Otwarto tunel Tunel Seikan łączący japońskie wyspy Honsiu i Hokkaido.
- 1989 – Koronalny wyrzut materii na Słońcu spowodował przerwanie dostaw prądu (na 9 godzin) w całej kanadyjskiej prowincji Quebec.
- 1990 – Ertha Pascal-Trouillot jako pierwsza kobieta objęła urząd prezydenta Haiti.
- 1992 – 653 osoby zginęły w trzęsieniu ziemi w tureckim mieście Erzincan.
- 1996 – W szkole podstawowej w szkockim miasteczku Dunblane szaleniec zastrzelił 16 dzieci i nauczycielkę, po czym popełnił samobójstwo.
- 1997:
  - Jordański żołnierz zastrzelił 7 izraelskich uczennic na Wyspie Pokoju leżącej na granicy izraelsko-jordańskiej.
  - Matka Teresa z Kalkuty ustąpiła ze stanowiska przewodniczącej zgromadzenia Misjonarek Miłości.
- 2000 – Ekwadorska waluta narodowa sucre została zastąpiona przez dolara amerykańskiego.
- 2005 – Papież Jan Paweł II opuścił po 18 dniach hospitalizacji rzymską poliklinikę Gemelli.
- 2006 – Miles Davis został pośmiertnie wprowadzony do Rock and Roll Hall of Fame.
- 2008:
  - Porwany 29 lutego chaldejski arcybiskup irackiego Mosulu Paulos Faraj Rahho został znaleziony martwy nieopodal miasta.
  - W Dakarze podpisano porozumienie pokojowe kończące konflikt czadyjsko-sudański.
- 2011 – Ubiegający się o reelekcję prezydent Beninu Yayi Boni został wybrany na drugą kadencję.
- 2012:
  - Około 150 osób zginęło w wyniku zatonięcia promu na rzece Meghna w Bangladeszu.
  - W katastrofie belgijskiego autokaru w Szwajcarii zginęło 28 osób (w tym 22 dzieci w wieku 11–12 lat), a 24 zostały ranne.
  - Zawarto rozejm kończący czterodniowe walki izraelsko-palestyńskie.
- 2013:
  - Argentyński kardynał Jorge Mario Bergoglio został wybrany 266. papieżem i przyjął imię Franciszek.
  - Marin Rajkow został premierem Bułgarii.
- 2014 – Jusuf al-Jusufi został premierem Algierii.
- 2015 – Prokopis Pawlopulos został prezydentem Grecji.
- 2016 – 37 osób zginęło, a 125 zostało rannych w samobójczym zamachu bombowym w Ankarze.
- 2017 – János Áder został powtórnie wybrany przez Zgromadzenie Narodowe na stanowisko prezydenta Węgier.
- 2019:
  - 10 osób zginęło (w tym dwóch sprawców), a 11 zostało rannych w wyniku strzelaniny w szkole w Suzano na przedmieściach São Paulo w Brazylii.
  - Nowy prezydent Demokratycznej Republiki Konga Félix Tshisekedi podpisał dekret o ułaskawieniu ok. 700 więźniów politycznych.
- 2020 – Ekaterini Sakielaropulu jako pierwsza kobieta objęła urząd prezydenta Grecji.
- 2022:
  - Inwazja Rosji na Ukrainę: w rosyjskim ataku rakietowym na bazę wojskową w Jaworowie niedaleko polskiej granicy zginęło 61 osób, a 160 zostało rannych; w wyniku rosyjskiego ostrzału Mikołajowa amunicją kasetową zginęło 10 osób, a 46 zostało rannych.
  - Wahagn Chaczaturian został prezydentem Armenii.
- 2023 – Ram Chandra Poudel został prezydentem Nepalu.

## Urodzili się
- 963 – Anna Porfirogenetka, księżniczka bizantyńska, księżna ruska (zm. 1011)
- 1271 – Guta von Habsburg, księżniczka niemiecka, królowa czeska (zm. 1297)
- 1372 – Ludwik I, książę Orleanu (zm. 1407)
- 1567 – (data chrztu) Jacob van Heemskerck, holenderski żeglarz, admirał (zm. 1607)
- 1599 – Jan Berchmans, flamandzki jezuita, święty (zm. 1621)
- 1606 – Agnieszka z Hesji-Kassel, księżna Anhalt-Dessau (zm. 1650)
- 1615 – Innocenty XII, papież (zm. 1700)
- 1648 – Anna Henrietta Bawarska, księżniczka Palatynatu-Simmern, księżna Condé (zm. 1723)
- 1663 – Giulio Piazza, włoski duchowny katolicki, arcybiskup ad personam Faenzy, kardynał (zm. 1726)
- 1674 – Jean-Louis Petit, francuski chirurg (zm. 1750)
- 1696 – Louis-François-Armand du Plessis, francuski arystokrata, dyplomata, wojskowy, marszałek Francji (zm. 1788)
- 1700 – Michel Blavet, francuski kompozytor, flecista (zm. 1768)
- 1716 – Filipa Charlotta, księżniczka pruska, księżna brunszwicka (zm. 1801)
- 1717 – Ludwik Wawrzyniec Gaultier, francuski duchowny katolicki, męczennik, błogosławiony (zm. 1792)
- 1720 – Charles Bonnet, szwajcarski filozof, przyrodnik (zm. 1793)
- 1733 – Joseph Priestley, brytyjski duchowny protestancki, teoretyk polityki, chemik, filozof, wynalazca, pedagog (zm. 1804)
- 1740 – Maciej Grzegorz Garnysz, polski duchowny katolicki, biskup chełmski, biskup pomocniczy kujawsko-pomorski, podkanclerzy koronny (zm. 1790)
- 1741 – Józef II Habsburg, cesarz rzymsko-niemiecki (zm. 1790)
- 1743 – Seweryn Rzewuski, polski generał, hetman polny koronny, pisarz polityczny, mówca, dramatopisarz, poeta (zm. 1811)
- 1749 – William FitzGerald, brytyjski arystokrata, polityk pochodzenia irlandzkiego (zm. 1804)
- 1753:
  - Ludwika Maria Adelajda Burbon, francuska arystokratka (zm. 1821)
  - James Gunn, amerykański polityk, senator (zm. 1801)
- 1759:
  - Simeone Maria Cardon, francuski cysters, męczennik, błogosławiony (zm. 1799)
  - Johann Friedrich Wedding, niemiecki inżynier budownictwa lądowego, dyrektor hutniczy (zm. 1830)
- 1763 – Guillaume Marie-Anne Brune, francuski generał, dyplomata, marszałek Francji (zm. 1815)
- 1781 – Karl Friedrich Schinkel, niemiecki architekt, malarz (zm. 1841)
- 1781 – Joseph Johann von Littrow, austriacki astronom (zm. 1840)
- 1784 –Josef Scheill, niemiecki duchowny i teolog katolicki, pedagog (zm. 1834)
- 1792 – Karl Friedrich Wallroth, niemiecki lekarz, botanik, mykolog (zm. 1857)
- 1793:
  - José Manuel Pasquel, peruwiański duchowny katolicki, arcybiskup metropolita limski i prymas Peru (zm. 1857)
  - Jan Wincenty Smoniewski, polski historyk, kolekcjoner, nauczyciel (zm. 1867)
- 1798:
  - Abigail Fillmore, amerykańska druga i pierwsza dama (zm. 1853)
  - Friedrich Christian Gregor Wernekink, niemiecki przyrodnik, neuroanatom, mineralog, wykładowca akademicki (zm. 1835)
- 1800 – Koca Mustafa Reşid Pasza, osmański wielki wezyr, dyplomata (zm. 1858)
- 1801 – Carl Gottlob Anstadt, niemiecki przedsiębiorca (zm. 1874)
- 1802:
  - Thomas Allom, brytyjski architekt (zm. 1872)
  - Friedrich Georg von Bunge, niemiecki prawnik, historyk prawa, wykładowca akademicki (zm. 1897)
- 1810:
  - Robert Fiedler, śląski pastor ewangelicki, pisarz religijny, folklorysta (zm. 1877)
  - Marceli Lubomirski, polski książę, polityk emigracyjny (zm. 1865)
- 1815 – James Curtis Hepburn, amerykański lekarz, misjonarz (zm. 1911)
- 1817 – Justus Waśniewski, polski franciszkanin (zm. 1886)
- 1819:
  - František Hruška, czeski wynalazca (zm. 1888)
  - Józef Skarbek, polski hrabia, ziemianin, uczestnik powstania styczniowego (zm. 1900)
- 1820 – Charles Asselineau, francuski pisarz, dziennikarz (zm. 1874)
- 1821 – Hermann Gruson, niemiecki inżynier-mechanik, wynalazca, przedsiębiorca (zm. 1895)
- 1823 – Francesco Battaglini, włoski duchowny katolicki, arcybiskup Bolonii, kardynał (zm. 1892)
- 1825:
  - Hans Gude, norweski malarz (zm. 1903)
  - Friedrich Albert von Zenker, niemiecki patolog (zm. 1898)
- 1834 – Władysław Umiastowski, polski hrabia, ziemianin (zm. 1905)
- 1839 – Tage Reedtz-Thott, duński polityk, premier Danii (zm. 1923)
- 1842 – Karel Brančik, węgierski lekarz, przyrodnik (zm. 1915)
- 1845 – Jan Niecisław Baudouin de Courtenay, polski językoznawca, esperantysta, wykładowca akademicki pochodzenia francuskiego (zm. 1929)
- 1847 – Karol Fischer, polski biskup katolicki, biskup pomocniczy przemyski (zm. 1931)
- 1848:
  - Bolesław Hieronim Kłopotowski, polski duchowny katolicki, biskup łucko-żytomierski, arcybiskup mohylewski (zm. 1903)
  - Józef Ożegalski, polski publicysta, pisarz, uczestnik powstania styczniowego (zm. 1922)
- 1853 – Antoni Wolszlegier, polski duchowny katolicki i działacz narodowy na Warmii, polityk (zm. 1922)
- 1854 – Adolf Noreen, szwedzki germanista, wykładowca akademicki (zm. 1925)
- 1855 – Percival Lowell, amerykański przedsiębiorca, pisarz, matematyk, astronom amator (zm. 1916)
- 1857:
  - Cyril Gallay, słowacki poeta, tłumacz, pedagog (zm. 1913)
  - Herbert Onslow Plumer, brytyjski arystokrata, marszałek polny, polityk i dyplomata kolonialny (zm. 1932)
  - Hilda Sachs, szwedzka dziennikarka, tłumaczka, pisarka, nauczycielka (zm. 1935)
- 1858:
  - Maximilien Luce, francuski malarz, grafik, anarchista (zm. 1941)
  - Karl Seidl, austriacki architekt (zm. 1936)
- 1859 – Tomasz Siemiradzki, polski historyk, działacz polonijny (zm. 1940)
- 1860 – Hugo Wolf, austriacki kompozytor pochodzenia słoweńskiego (zm. 1903)
- 1862 – Paul Prosper Henrys, francuski generał broni (zm. 1943)
- 1863 – Fritz Weidner, niemiecki architekt (zm. 1950)
- 1864:
  - Aleksiej Jawlensky, rosyjski malarz (zm. 1941)
  - Zygmunt Toeplitz, polski przemysłowiec pochodzenia żydowskiego (zm. 1934)
- 1869:
  - Gaston Arman de Caillavet, francuski dramaturg (zm. 1915)
  - Ramón Menéndez Pidal, hiszpański filolog, historyk, wykładowca akademicki (zm. 1968)
- 1870:
  - William Glackens, amerykański malarz (zm. 1938)
  - Albert Meyer, szwajcarski polityk, prezydent Szwajcarii (zm. 1953)
  - Thomas O’Shea, nowozelandzki duchowny katolicki, arcybiskup Wellington pochodzenia irlandzkiego (zm. 1954)
- 1873:
  - Stefan Gulanicki, polski producent filmowy (zm. 1940)
  - Maryla Wolska, polska poetka (zm. 1930)
- 1874 – Wincenty Rubiols Castelló, hiszpański duchowny katolicki, męczennik, błogosławiony (zm. 1936)
- 1875 – Rodryg Aguilar Alemán, meksykański duchowny katolicki, męczennik, święty (zm. 1927)
- 1876 – Stanisłau Hajdukiewicz, białoruski architekt (zm. 1937)
- 1878 – Helena Krzemieniewska, polska mikrobiolog, wykładowczyni akademicka (zm. 1966)
- 1879 – Aleksandyr Stambolijski, bułgarski polityk ludowy, premier Bułgarii (zm. 1923)
- 1880:
  - Lancelot De Mole, australijski inżynier, wynalazca (zm. 1950)
  - Josef Gočár, czeski architekt, urbanista (zm. 1945)
  - Otto Meissner, niemiecki polityk (zm. 1953)
- 1881:
  - Tony Bulandra, rumuński aktor, reżyser teatralny (zm. 1943)
  - Rauf Fico, albański polityk, dyplomata (zm. 1944)
  - Stefan Torma, polski podpułkownik taborów (zm. 1924)
- 1882:
  - Stanisław Hempel, polski działacz niepodległościowy i socjalistyczny (zm. 1961)
  - Fanni Luukkonen, fińska pułkownik (zm. 1947)
  - Anna Piasecka, polska działaczka społeczno-oświatowa, polityk, poseł na Sejm Ustawodawczy (zm. 1980)
  - Antoni Wippel, polski malarz (zm. 1969)
- 1883:
  - Mehmed Spaho, jugosłowiański polityk (zm. 1939)
  - Enrico Toselli, włoski kompozytor, pianista (zm. 1926)
- 1884 – Józef Węgrzyn, polski aktor (zm. 1952)
- 1885:
  - Henryk Ritterman, polski architekt pochodzenia żydowskiego (zm. 1940)
  - Lew Rudniew, radziecki architekt (zm. 1956)
- 1888:
  - Anton Makarenko, rosyjski pedagog, pisarz (zm. 1939)
  - Paul Morand, francuski pisarz (zm. 1976)
- 1890 – Fritz Busch, niemiecki dyrygent (zm. 1951)
- 1891 – Edmund Graves, amerykański pilot wojskowy (zm. 1919)
- 1892 – Alec Rowley, brytyjski kompozytor (zm. 1958)
- 1893:
  - Konstanty Drucki-Lubecki, polski generał brygady (zm. 1940)
  - Wim van Eek, holenderski piłkarz, bramkarz (zm. 1967)
- 1895:
  - Luigi Cevenini, włoski piłkarz, trener (zm. 1968)
  - Roman Wilkosz, polski malarz, projektant, pedagog (zm. 1967)
- 1896 – Stanisław Daniluk-Daniłowski, polski generał brygady (zm. 1955)
- 1897:
  - Teofil Biela, polski działacz narodowy, powstaniec śląski (zm. 1939)
  - Tadeusz Vetulani, polski biolog, zootechnik (zm. 1952)
- 1898:
  - Witold Grabowski, polski prawnik, polityk, minister sprawiedliwości, prokurator naczelny (zm. 1966)
  - Henry Hathaway, amerykański reżyser filmowy (zm. 1985)
  - Zygmunt Milli, polski malarz (zm. 1963)
- 1899:
  - Edward Gintowt-Dziewiałtowski, polski prawnik, wykładowca akademicki (zm. 1965)
  - Jan Lechoń, polski poeta, prozaik, krytyk teatralny i literacki (zm. 1956)
  - John Hasbrouck van Vleck, amerykański fizyk, wykładowca akademicki, laureat Nagrody Nobla pochodzenia holenderskiego (zm. 1980)
- 1900:
  - Georg Funkquist, szwedzki aktor (zm. 1986)
  - Béla Guttmann, węgierski piłkarz, trener pochodzenia żydowskiego (zm. 1981)
  - José Clemente Maurer, boliwijski duchowny katolicki, arcybiskup Sucre, kardynał pochodzenia niemieckiego (zm. 1990)
  - Salote Tupou III, królowa Tonga (zm. 1965)
  - Jorgos Seferis, grecki eseista, poeta, laureat Nagrody Nobla (zm. 1971)
- 1901:
  - Otto Heidkämper, niemiecki generał porucznik (zm. 1969)
  - Józef Kubiak, polski chirurg (zm. 1998)
- 1902:
  - Hans Bellmer, niemiecki malarz, rzeźbiarz, grafik (zm. 1975)
  - Marta Robin, francuska tercjarka franciszkańska, mistyczka, stygmatyczka, czcigodna Służebnica Boża (zm. 1981)
  - Muhammad Abd al-Wahhab, egipski piosenkarz, kompozytor, aktor (zm. 1991)
- 1903:
  - Teodor Bensch, polski duchowny katolicki, administrator diecezji gorzowskiej i warmińskiej (zm. 1958)
  - Józef Edward Dutkiewicz, polski malarz, historyk sztuki, konserwator zabytków (zm. 1968)
  - Yasutarō Koide, japoński superstulatek (zm. 2016)
- 1904 – Jacques Koslowsky, litewski malarz (zm. 1993)
- 1905:
  - Czesław Lenczowski, polski malarz (zm. 1984)
  - Gerard Roope, brytyjski komandor podporucznik (zm. 1940)
  - John Rymill, australijski polarnik (zm. 1968)
- 1906 – Antoine Nguyễn Văn Thiện, wietnamski duchowny katolicki, biskup (zm. 2012)
- 1907:
  - Ludwig Biermann, niemiecki fizyk, astronom, wykładowca akademicki (zm. 1986)
  - Jack Holden, brytyjski lekkoatleta, maratończyk (zm. 2004)
  - Jerzy Iwanowski, polski hipolog, jeździec (zm. 2008)
  - Hans Poser, niemiecki geograf, wykładowca akademicki (zm. 1998)
  - Jan Rudelski, polski trener koszykówki (zm. 1999)
  - Tierientij Sztykow, radziecki generał pułkownik, polityk (zm. 1964)
- 1908:
  - Stefan Majchrowski, polski rotmistrz, pisarz (zm. 1988)
  - Elvira Osirnig, szwajcarska narciarka alpejska (zm. 2000)
- 1909:
  - Lucjan Szenwald, polski działacz komunistyczny, poeta, tłumacz (zm. 1944)
  - Nicolò Vittori, włoski wioślarz (zm. 1988)
- 1910:
  - Ziuta Buczyńska, polska tancerka (zm. 2002)
  - Sammy Kaye, amerykański muzyk, kompozytor (zm. 1987)
  - Sverre Nordby, norweski piłkarz, bramkarz (zm. 1978)
  - Jacques Ploncard d’Assac, francuski pisarz, publicysta, skrajnie prawicowy polityk, działacz antymasoński, teoretyk nacjonalizmu (zm. 2005)
  - Kemal Tahir, turecki pisarz, dziennikarz, marksista (zm. 1973)
- 1911:
  - Jan Arciszewski, polski polityk emigracyjny (zm. 1996)
  - L. Ron Hubbard, amerykański pisarz science fiction, założyciel Kościoła Scjentologicznego (zm. 1986)
  - Józef Kowalski, polski duchowny katolicki, męczennik, błogosławiony (zm. 1942)
  - Dorothy Tangney, australijska polityk (zm. 1985)
- 1912 – Carl Raddatz, niemiecki aktor (zm. 2004)
- 1913:
  - William Casey, amerykański prawnik, dyrektor CIA (zm. 1987)
  - Paul Grice, brytyjsko-amerykański filozof języka, wykładowca akademicki (zm. 1988)
  - Joe Kelly, irlandzki kierowca wyścigowy (zm. 1993)
  - Siergiej Michałkow, rosyjski poeta, bajkopisarz (zm. 2009)
- 1914 – Erna Orzeł, polska lekkoatletka, płotkarka i skoczkini wzwyż, trenerka (zm. 1961)
- 1915:
  - Józef Gajda, polski ekonomista (zm. 2004)
  - Marcin Górski, polski generał brygady (zm. 2002)
  - Jakub Kopowski, polski koszykarz (zm. 1983)
- 1916:
  - Paul Dätwyler, szwajcarski zapaśnik (zm. 1984)
  - Jacque Fresco, amerykański futurolog, architekt, projektant (zm. 2017)
- 1917 – Stanisław Wróbel, polski polityk, poseł na Sejm PRL (zm. 2000)
- 1918 – Jewdokija Nosal, radziecka pilotka wojskowa (zm. 1943)
- 1919 – Zbigniew Tadeusz Wierzbicki, polski socjolog (zm. 2017)
- 1920:
  - Ludwik Kalkstein, polski literat, żołnierz konspiracji, agent Gestapo w AK (zm. 1994)
  - Grigorij Skorikow, radziecki marszałek lotnictwa (zm. 2000)
  - Krystyna Zbijewska, polska dziennikarka, publicystka kulturalna (zm. 2009)
- 1921 – Gitta Sereny, brytyjska pisarka (zm. 2012)
- 1922:
  - Józef Szajna, polski malarz, scenograf i reżyser teatralny (zm. 2008)
  - Andrzej Vincenz, polski pisarz, publicysta (zm. 2014)
- 1923:
  - Emil Karewicz, polski aktor (zm. 2020)
  - Jerzy Miller, polski pisarz, autor tekstów piosenek (zm. 2007)
- 1924:
  - Karl Ahrens, niemiecki prawnik, urzędnik, polityk (zm. 2015)
  - Wiesław Brauliński, polski żołnierz AK, uczestnik powstania warszawskiego (zm. 1944)
  - Meinhard Michael Moser, austriacki mykolog, wykładowca akademicki (zm. 2002)
  - Ostap Steckiw, kanadyjski piłkarz pochodzenia ukraińskiego (zm. 2001)
  - Gertruda Szalsza, polska aktorka (zm. 2009)
  - Pelagia Wojnarowska, polska entomolog (zm. 2003)
- 1925:
  - Angelo Conterno, włoski kolarz szosowy (zm. 2007)
  - Władysław Czajewski, polski muzealnik (zm. 2005)
  - Roy Haynes, amerykański perkusista jazzowy (zm. 2024)
  - Mirosława Krajewska-Stępień, polska aktorka, piosenkarka (zm. 2019)
- 1926:
  - Hans Boesch, szwajcarski pisarz (zm. 2003)
  - Marian Kowalczyk, polski jeździec sportowy (zm. 2017)
  - Carlos Roberto Reina, honduraski adwokat, dyplomata, polityk, prezydent Hondurasu (zm. 2003)
  - Fritz Schär, szwajcarski kolarz szosowy, torowy i przełajowy (zm. 1997)
- 1927
  - Dominic Marconi, amerykański duchowny katolicki, biskup pomocniczy Newark
  - Archie Scott-Brown, brytyjski kierowca wyścigowy (zm. 1958)
- 1928:
  - Urszula Hałacińska, polska aktorka (zm. 2007)
  - Ołeksandr Hukowycz, ukraiński architekt
  - Donald E. Stephens, amerykański polityk (zm. 2007)
- 1929:
  - Joseph Mascolo, amerykański aktor pochodzenia włoskiego (zm. 2016)
  - Mateja Matewski, macedoński poeta, krytyk literacki, eseista (zm. 2018)
  - Zbigniew Messner, polski ekonomista, polityk, premier PRL (zm. 2014)
  - Paek Nam Sun, północnokoreański dyplomata, polityk, minister obrony narodowej (zm. 2007)
- 1930:
  - Antoni Seta, polski hutnik, polityk, poseł na Sejm PRL
  - Harrison Young, amerykański aktor (zm. 2005)
- 1931:
  - Joseph Anthony Antic, indyjski hokeista na trawie (zm. 2016)
  - Czesław Banach, polski pedagog (zm. 2020)
  - Régis Belzile, kanadyjski duchowny katolicki, biskup Moundou (zm. 2018)
  - Henry Källgren, szwedzki piłkarz (zm. 2005)
  - Wolfgang Kohlhaase, niemiecki pisarz, reżyser i scenarzysta filmowy (zm. 2022)
  - Kyösti Lehtonen, fiński zapaśnik (zm. 1987)
- 1932:
  - Andrzej Frydrychewicz, polski inżynier
  - Taras Hunczak, ukraiński historyk (zm. 2024)
  - Zbigniew Madej, polski ekonomista, polityk, wicepremier (zm. 2024)
  - Edward Szymkowiak, polski piłkarz, bramkarz (zm. 1990)
- 1933:
  - Andrzej Budzanowski, polski fizyk jądrowy (zm. 2011)
  - Donald Henry Gaskins, amerykański seryjny morderca (zm. 1991)
  - Wojciech Jan Śmietana, polski śpiewak operowy (bas), pedagog (zm. 2016)
- 1934 – Józef Szczypka, polski prozaik, reportażysta (zm. 1988)
- 1935:
  - Ludomir Goździkiewicz, polski zootechnik, polityk, poseł na Sejm RP (zm. 2014)
  - Tadeusz Łabuć, polski konstruktor lotniczy, szybownik (zm. 2007)
- 1936:
  - Michael Davies, brytyjski pisarz katolicki, pedagog (zm. 2004)
  - Mónica Miguel, meksykańska aktorka (zm. 2020)
- 1937:
  - Antonio Betancort, hiszpański piłkarz, bramkarz (zm. 2015)
  - Gert Hofbauer, austriacki trębacz, dyrygent (zm. 2017)
  - Władimir Makanin, rosyjski pisarz (zm. 2017)
  - Cletus Wotorson, liberyjski geolog, polityk, przewodniczący Senatu (zm. 2024)
- 1938:
  - Erma Franklin, amerykańska piosenkarka (zm. 2002)
  - Jerzy Sulikowski, polski pianista, pedagog
- 1939:
  - Yoshinobu Ishii, japoński piłkarz, trener (zm. 2018)
  - Józef Rysula, polski biegacz narciarski (zm. 2020)
  - Neil Sedaka, amerykański piosenkarz, kompozytor, pianista, autor tekstów pochodzenia żydowskiego
- 1940:
  - Börje Hedblom, szwedzki bobsleista (zm. 1976)
  - Elżbieta Jogałła, polska romanistka, tłumaczka, dyplomatka
  - Józef Woroszczak, polski lekarz weterynarii, polityk, poseł na Sejm RP (zm. 2022)
  - Aleksandr Zołotariow, rosyjski lekkoatleta, trójskoczek
- 1941:
  - Mahmud Darwisz, palestyński poeta, prozaik (zm. 2008)
  - Marian Dziura, polski piłkarz ręczny (zm. 2020)
  - Juan José Larrañeta Olleta, hiszpański duchowny katolicki, wikariusz apostolski Puerto Maldonado
  - Ramiro Moliner Inglés, hiszpański duchowny katolicki, arcybiskup, nuncjusz apostolski (zm. 2024)
- 1942:
  - Emil Antoniszyn, polski ekonomista, wykładowca akademicki, związkowiec, polityk
  - José Barrionuevo, hiszpański polityk
  - Scatman John, amerykański muzyk i wokalista jazzowy (zm. 1999)
  - Andrzej Machalski, polski przedsiębiorca, polityk, senator RP
  - Antonio Marino, argentyński duchowny katolicki, biskup Mar del Plata
- 1943:
  - Jan Komornicki, polski dyplomata, polityk, poseł na Sejm RP
  - Lucas Martínez Lara, meksykański duchowny katolicki, biskup Matehuali (zm. 2016)
  - Gianni Motta, włoski kolarz szosowy
  - André Téchiné, francuski reżyser, scenarzysta i krytyk filmowy
- 1944:
  - Krzysztof Hausner, polski piłkarz (zm. 2004)
  - Valmir Louruz, brazylijski piłkarz, trener (zm. 2015)
  - José Maria Fidélis dos Santos, brazylijski piłkarz (zm. 2012)
- 1945:
  - Anatolij Fomienko, rosyjski matematyk
  - Ryszard Jachowicz, polski inżynier elektronik, wykładowca akademicki (zm. 2022)
  - Christian Noël, francuski florecista
  - Aldo Ossola, włoski koszykarz
  - Fiodor Simaszow, rosyjski biegacz narciarski (zm. 1997)
  - Christopher Wilder, australijski seryjny morderca (zm. 1984)
  - Krystyna Wyrobiec, polska piłkarka ręczna (zm. 2018)
  - Sayuri Yoshinaga, japońska aktorka
- 1946:
  - Yann Arthus-Bertrand, francuski dziennikarz, fotograf, reporter, obrońca przyrody
  - Stefan Grozdanow, bułgarski piłkarz, trener
  - Zbigniew Katner, polski pięcioboista nowoczesny, trener
  - Giulio Mencuccini, włoski duchowny katolicki, misjonarz, biskup Sanggau
  - Jonatan Netanjahu, izraelski pułkownik (zm. 1976)
  - Tolib Szahidi, tadżycki muzyk, kompozytor
  - Roland Taylor, amerykański koszykarz (zm. 2017)
- 1947:
  - Jacek Bierezin, polski poeta (zm. 1993)
  - Teodoros Katsanewas, grecki ekonomista, wykładowca akademicki, polityk (zm. 2021)
  - Krystyna Machnicka-Urbańska, polska florecistka, trenerka
  - Guillermo Ortiz Mondragón, meksykański duchowny katolicki, biskup Cuautitlán (zm. 2021)
  - Fortunato Pablo Urcey, hiszpański duchowny katolicki, prałat terytorialny Chota
  - Viktor Preiss, czeski aktor
  - Josephine Siao, hongkońska aktorka
  - Krzysztof Wojciechowski, polski artysta fotograf, kurator sztuki (zm. 2020)
- 1948:
  - Fritz Leandré, haitański piłkarz
  - Ali Mohamed Shein, zanzibarski i tanzański polityk, prezydent Zanzibaru
  - Walter Wittmann, austriacki szachista (zm. 2020)
- 1949:
  - Philip J. Currie, kanadyjski paleontolog
  - Anna Jańska-Maciuch, polska malarka
  - Jurij Skobow, rosyjski biegacz narciarski (zm. 2024)
- 1950:
  - André Brie, niemiecki politolog
  - Krzysztof Kmieć, polski naukowiec, doktor farmacji, twórca ekslibrisów (zm. 2011)
  - Charles Krauthammer, amerykański dziennikarz, publicysta (zm. 2018)
  - William H. Macy, amerykański aktor, producent i scenarzysta filmowy
  - Irena Roterman-Konieczna, polska biochemik, wykładowczyni akademicka
  - Jorge Vázquez, argentyński duchowny katolicki, biskup Morón
- 1951:
  - Irina Ałfiorowa, rosyjska aktorka
  - Jizhar Kohen, izraelski piosenkarz, muzyk, aktor
  - Igor Jakowienko, rosyjski dziennikarz
  - Carlo Vanzina, włoski reżyser, scenarzysta i producent filmowy (zm. 2018)
- 1952:
  - Tadeusz Deszkiewicz, polski dziennikarz, publicysta, krytyk muzyczny, działacz społeczny
  - Eduard Janota, czeski ekonomista, polityk (zm. 2011)
  - Wolfgang Rihm, niemiecki kompozytor, pedagog muzyczny (zm. 2024)
- 1953:
  - Jan Bebel, polski fotografik (zm. 2022)
  - Leopoldo Girelli, włoski duchowny katolicki, arcybiskup, nuncjusz apostolski
  - Jürgen Heuser, niemiecki sztangista
  - Umberto Panerai, włoski piłkarz wodny
- 1954:
  - Renaud Donnedieu de Vabres, francuski polityk
  - Piotr Łazarkiewicz, polski aktor, reżyser, producent i scenarzysta filmowy (zm. 2008)
  - Marek Stefankiewicz, polski muzyk, kompozytor, pedagog
- 1955:
  - Zinetuła Bilaletdinow, rosyjski hokeista, trener, działacz sportowy
  - Bruno Conti, włoski piłkarz, trener
  - Ricardo García García, peruwiański duchowny katolicki, biskup, prałat Yauyos
  - Glenne Headly, amerykańska aktorka (zm. 2017)
  - Krzysztof Pietraszkiewicz, polski ekonomista, bankowiec
  - Olga Rukawisznikowa, rosyjska lekkoatletka, wieloboistka
  - Marek Siwiec, polski dziennikarz, polityk, poseł na Sejm RP, eurodeputowany
- 1956:
  - Dana Delany, amerykańska aktorka
  - Ewa Ewart, polska dziennikarka, autorka filmów dokumentalnych
  - Marek Góra, polski ekonomista
  - Iwona Michałek, polska nauczycielka, polityk, poseł na Sejm RP
  - José Porunnedom, indyjski duchowny syromalabarski, biskup Mananthavady
- 1957:
  - Andrzej Chichłowski, polski aktor, reżyser i scenarzysta filmowy, dyrektor teatrów
  - Józef Krzysztof Giza, polski górnik (zm. 1981)
  - John Hoeven, amerykański polityk, senator
  - Jozef Kukučka, słowacki piłkarz
  - Patricia McKenna, irlandzka polityk
  - Jonathan Mestel, brytyjski matematyk, szachista
- 1958:
  - Guillermo Arriaga, niemiecki pisarz, scenarzysta i reżyser filmowy
  - Ryszard Brejza, polski polityk, samorządowiec, prezydent Inowrocławia, senator RP
  - Ján Kocian, słowacki piłkarz, trener
  - Piotr Lenar, polski operator filmowy
  - Krystyna Wierkowicz, polska lekkoatletka, biegaczka średniodystansowa
  - Jan Żaryn, polski historyk, wykładowca akademicki, polityk, senator RP
- 1959:
  - Rumjana Byczwarowa, bułgarska socjolog, urzędnik, polityk
  - Henryk Litwin, polski historyk, dyplomata
  - Alfonso Pecoraro Scanio, włoski polityk
  - Melvin Taylor, amerykański wokalista i gitarzysta bluesowy
- 1960:
  - Jurij Andruchowycz, ukraiński prozaik, eseista, tłumacz
  - Karl Brauneder, austriacki piłkarz, trener
  - Adam Clayton, irlandzki basista, członek zespołu U2
  - Natasza Goerke, polska pisarka, eseistka, felietonistka
  - Marek Kempski, polski związkowiec, polityk, wojewoda śląski
  - Oleg Ken, rosyjski historyk pochodzenia niemieckiego (zm. 2007)
  - Joe Ranft, amerykański twórca filmów animowanych (zm. 2005)
  - Jorge Sampaoli, argentyński trener piłkarski
- 1961:
  - Krystyna Ambros-Żurek, polska wioślarka
  - Andrzej Kaźmierczak, polski technik budowlany, polityk, poseł na Sejm RP
  - Walerij Kornijenko, rosyjski łyżwiarz figurowy
  - Sebastiano Nela, włoski piłkarz
  - Masahiko Shimada, japoński pisarz
  - Vincent Zhan Silu, chiński duchowny katolicki, biskup Funing
- 1962:
  - Terence Blanchard, amerykański trębacz jazzowy, kompozytor muzyki filmowej
  - Rita Petro, albańska dziennikarka, poetka
  - Liane Tooth, australijska hokeistka na trawie
  - Jarosław Wierzcholski, polski generał brygady
  - Grzegorz Wrochna, polski fizyk, urzędnik państwowy
- 1963:
  - Rick Carey, amerykański pływak
  - Fito Páez, argentyński piosenkarz, pianista
- 1964:
  - Steve Collins, kanadyjski skoczek narciarski
  - Inger Dam-Jensen, duńska śpiewaczka operowa (sopran)
  - Jauhienij Misiula, białoruski lekkoatleta, chodziarz
- 1965:
  - Krzysztof Grabowski, polski wokalista, członek zespołów: Pidżama Porno i Strachy na Lachy
  - Tony Olsson, szwedzki żużlowiec
- 1966:
  - Bożena Dziubińska, polska lekkoatletka, biegaczka
  - Luděk Niedermayer, czeski ekonomista, polityk, eurodeputowany
  - Alastair Reynolds, brytyjski pisarz science fiction
  - Tine Scheuer-Larsen, duńska tenisistka
- 1967:
  - Joseph Cao, amerykański prawnik, polityk pochodzenia wietnamskiego
  - Pascal Elbé, francuski aktor, scenarzysta filmowy
  - Andrés Escobar, kolumbijski piłkarz (zm. 1994)
  - Tomasz Goehs, polski perkusista, członek zespołów: Turbo i Kult
  - Anna Mieczkowska, polska działaczka samorządowa, prezydent Kołobrzegu
  - Roger Schmidt, niemiecki piłkarz, trener
  - Pieter Vink, holenderski sędzia piłkarski
- 1968:
  - Tonya Edwards, amerykańska koszykarka
  - Marek Gróbarczyk, polski inżynier, polityk, poseł na Sejm RP, eurodeputowany, minister Gospodarki Morskiej i Żeglugi Śródlądowej
  - Joshua Marston, amerykański reżyser i scenarzysta filmowy
  - Pedro Roque Favier, kubański zapaśnik (zm. 2015)
- 1969:
  - Luca Bucci, włoski piłkarz, bramkarz
  - Christopher Coke, jamajski gangster
  - Ognjen Kržić, chorwacki piłkarz wodny
  - Marek Poręba, polski przedsiębiorca, polityk, poseł na Sejm RP
  - Thomas von Scheele, szwedzki tenisista stołowy
- 1970:
  - Przemysław Bluszcz, polski aktor
  - Jakub Karyś, polski publicysta, producent i reżyser telewizyjny
  - Mikołaj (Pocztowy), ukraiński biskup prawosławny
  - Marcela Podracká, czeska lekkoatletka, wieloboistka
  - Aleksandr Samokutiajew, rosyjski pułkownik lotnictwa, kosmonauta
  - Tim Story, amerykański reżyser, producent i scenarzysta filmowy
- 1971:
  - Alessandro Abbio, włoski koszykarz
  - Brian Andersen, duński żużlowiec
  - Carme Chacón, hiszpańska prawnik, polityk, minister mieszkalnictwa i obrony (zm. 2017)
  - Klára Dostálová, czeska ekonomistka, polityk
  - Annabeth Gish, amerykańska aktorka
  - Magdalena Łobodzińska, polska dziennikarka
  - Rodica Mateescu, rumuńska lekkoatletka, trójskoczkini
  - Allan Nielsen, duński piłkarz
  - Adina Porter, amerykańska aktorka
  - Ryszard Staniek, polski piłkarz
  - Artur Walasek, polski polityk, samorządowiec, wicemarszałek województwa lubelskiego (zm. 2016)
- 1972:
  - Common, amerykański raper
  - Artur Ruducha, polski autor komiksów
  - Mykoła Wołosianko, ukraiński piłkarz (zm. 2012)
- 1973:
  - Piotr Adamczyk, polski pedagog, przedsiębiorca, polityk, wicemarszałek województwa łódzkiego
  - Edgar Davids, holenderski piłkarz, trener
  - Bobby Jackson, amerykański koszykarz
  - Eloy de Jong, holenderski piosenkarz
  - Chris MacManus, irlandzki samorządowiec, polityk, eurodeputowany
  - Viliam Novotný, słowacki lekarz, polityk
  - Piotr Prokopiak, polski poeta, prozaik
  - Javier Saavedra, meksykański piłkarz
  - Joëlle Schad, dominikańska tenisistka
  - Wong Kam Po, hongkoński kolarz szosowy i torowy
- 1974:
  - Aleksiej Czegłakow, rosyjski i uzbecki zapaśnik
  - Thomas Enqvist, szwedzki tenisista
  - Dimitrij Łykin, rosyjski strzelec sportowy
  - Tatjana Medved, serbska piłkarka ręczna, działaczka sportowa
  - Judith Sargentini, holenderska polityk, eurodeputowana pochodzenia włoskiego
  - Franziska Schenk, niemiecka łyżwiarka szybka
  - Adam Seroczyński, polski kajakarz
  - Naho Toda, japońska aktorka
  - Luis Vallenilla, wenezuelski piłkarz
  - Vampeta, brazylijski piłkarz
  - Corinna West, amerykańska judoczka
  - Jaromir Wieprzęć, polski piłkarz, trener
- 1975:
  - Cícero Alves de França, brazylijski duchowny katolick,, biskup pomocniczy São Paulo
  - Esele Bakasu, kongijski piłkarz
  - Mark Clattenburg, angielski sędzia piłkarski
  - Bartłomiej Wróblewski, polski prawnik, polityk, poseł na Sejm RP
- 1976:
  - James Dewees, amerykański perkusista, klawiszowiec, wokalista, członek zespołów: Coalesce, The Get Up Kids, New Found Glory i Leathermouth
  - Dalma Iványi, węgierska koszykarka
  - Łukasz Maciejewski, polski dziennikarz, krytyk filmowy i teatralny
  - Danny Masterson, amerykański aktor
  - Dejan Zavec, słoweński bokser
- 1977:
  - Piotr Drzewiecki, polski medioznawca
  - Iza Kowalewska, polska piosenkarka, autorka tekstów
  - Krystyna Myszkiewicz, polska poetka
  - Brent Sancho, trynidadzko-tobagijski piłkarz
  - Artur Soboń, polski samorządowiec, polityk, poseł na Sejm RP
- 1978:
  - Marcin Gołębiewski, polski muzyk, kompozytor, członek zespołów: Yattering, Vader i Anti-Motivational Syndrome
  - Harry Milanzi, zambijski piłkarz
  - Alexey Sanko, rosyjski siatkarz
- 1979:
  - Spanky G, amerykański perkusista, członek zespołu Bloodhound Gang
  - Arkadiusz Głowacki, polski piłkarz
  - Marcin Najman, polski bokser, kick-boxer, zawodnik MMA
  - Yayoi Suzuki, japońska lekkoatletka, tyczkarka
- 1980:
  - Caron Butler, amerykański koszykarz
  - Fokus, polski raper, producent muzyczny
  - Łukasz Ściebiorowski, polski polityk, poseł na Sejm RP
  - Nermin Useni, bośniacki piłkarz
- 1981:
  - Choi Tae-uk, południowokoreański piłkarz
  - Krzysztof Kazimierczak, polski piłkarz
  - Stephen Maguire, szkocki snookerzysta
  - Blas Pérez, panamski piłkarz
  - Siergiej Suchariew, rosyjski pułkownik gwardii (zm. 2022)
- 1982:
  - Iziane Castro Marques, brazylijska koszykarka
  - Julie Chu, amerykańska hokeistka pochodzenia chińskiego
  - Nimrat Kaur, indyjska aktorka
  - Manuel Pasqual, włoski piłkarz
- 1983:
  - * Piotr Borawski, polski samorządowiec i polityk, wiceprezydent Gdańska
  - Alex Cano, kolumbijski kolarz szosowy
  - Youssef El Basri, marokański piłkarz
  - Mariano Izco, argentyński piłkarz
  - Władisław Korszunow, rosyjski rugbysta
  - Kaitlin Sandeno, amerykańska pływaczka
  - Monika Sozanska, niemiecka szpadzistka
  - Niklas Tarvajärvi, fiński piłkarz
  - Kátya Tompos, węgierska piosenkarka, aktorka (zm. 2024)
  - Vule Trivunović, bośniacki piłkarz
  - Agnieszka Zabrocka, polska judoczka
- 1984:
  - Anderson Costa, brazylijski piłkarz
  - Steve Darcis, belgijski tenisista
  - Filipe Machado, brazylijski piłkarz (zm. 2016)
  - Aleksandra Maciak, polska judoczka
  - Chanelle Scheepers, południowoafrykańska tenisistka
- 1985:
  - Alfonso Dosal, meksykański aktor
  - Vesna Fabjan, słoweńska biegaczka narciarska
  - Víctor García, hiszpański lekkoatleta, długodystansowiec
  - Emile Hirsch, amerykański aktor
  - Magdalena Kemnitz, polska wioślarka
  - Aleksandra Kosiorek, polska prawniczka, samorządowiec, prezydent Gdyni
  - Jekatierina Łobyszewa, rosyjska łyżwiarka szybka
  - Naughty Boy, brytyjski didżej, producent muzyczny
  - Taner Sağır, turecki sztangista
  - Liliane Tiger, czeska aktorka pornograficzna
  - Vado, amerykański raper
- 1986:
  - Henry Giménez, urugwajski piłkarz
  - Andreja Klepač, słoweńska tenisistka
  - Satoshi Shimizu, japoński bokser
  - Yuliya Tarasova, uzbecka lekkoatletka, wieloboistka
- 1987:
  - Andreas Beck, niemiecki piłkarz
  - Sandra Chukwu, polska lekkoatletka, skoczkini w dal i trójskoczkini
  - Sebastian Forke, niemiecki kolarz szosowy
  - Anssi Jaakkola, fiński piłkarz, bramkarz
  - Zhang Peimeng, chiński lekkoatleta, sprinter
  - Joanna Płonowska, polska piłkarka
- 1988:
  - Gastón Díaz, argentyński piłkarz
  - Dominik Landertinger, austriacki biathlonista
  - Daniel Rivas, hiszpański motocyklista wyścigowy (zm. 2015)
- 1989:
  - Katarzyna Ćwiklińska, polska koszykarka
  - Holger Badstuber, niemiecki piłkarz
  - Peaches Geldof, brytyjska modelka, prezenterka telewizyjna (zm. 2014)
  - Marko Marin, niemiecki piłkarz
- 1990:
  - Stéphane Faatiarau, tahitański piłkarz
  - Joanna Mazur, polska lekkoatletka, biegaczka, paraolimpijka
  - Jovana Popović, serbska koszykarka
  - Antoine Valois-Fortier, kanadyjski judoka
- 1991:
  - François Affolter, szwajcarski piłkarz
  - Hilary Caldwell, kanadyjska pływaczka
  - Amanda Elmore, amerykańska wioślarka
  - Daniel Greig, australijski łyżwiarz szybki
  - Lê Quang Liêm, wietnamski szachista
  - Matt Phillips, szkocki piłkarz
  - Yescarleth Rodríguez-Álvarez, nikaraguańska lekkoatletka, tyczkarka
  - Tristan Thompson, kanadyjski koszykarz
- 1992:
  - Falyn Fonoimoana, amerykańska siatkarka
  - Bárður Hansen, farerski piłkarz
  - Klaudia Kulon, polska szachistka
  - George MacKay, brytyjski aktor
  - Ewa Mielnicka, polska modelka, zwyciężczyni konkursu Miss Polski
  - Kaya Scodelario, brytyjska modelka, aktorka
  - Agata Szczepanik, polska koszykarka
- 1993:
  - Jaylin Airington, amerykański koszykarz
  - Tyrone Mings, angielski piłkarz pochodzenia barbadoskiego
  - César García, dominikański piłkarz
  - Mateusz Kostecki, polski futsalista
  - Simen Hegstad Krüger, norweski biegacz narciarski
  - Mariusz Rybicki, polski piłkarz
  - Michael Santos, urugwajski piłkarz
- 1994:
  - Gerard Deulofeu, hiszpański piłkarz
  - Yannick Gerhardt, niemiecki piłkarz
  - Emerson Palmieri, brazylijski piłkarz
  - Gabriela Rocha, brazylijska piosenkarka
- 1995:
  - Jang Su-jeong, południowokoreańska tenisistka
  - Władisław Kurasow, białorusko-rosyjski piosenkarz
  - Maryse Luzolo, niemiecka lekkoatletka, skoczkini w dal
  - Nozomi Okuhara, japońska badmintonistka
  - Mikaela Shiffrin, amerykańska narciarka alpejska
  - Carlos Small, panamski piłkarz
  - Jan Carlos Vargas, panamski piłkarz
  - Anna Wiachiriewa, rosyjska piłkarka ręczna
- 1996:
  - Marc Gual, hiszpański piłkarz
  - Laviai Nielsen, brytyjska lekkoatletka, sprinterka
  - Eva Pavlović, słoweńska siatkarka
  - Brayden Point, kanadyjski hokeista
  - Ana Sátila, brazylijska kajakarka
  - Wojciech Wojdak, polski pływak
- 1997:
  - Iñigo Córdoba, hiszpański piłkarz
  - Rúben Neves, portugalski piłkarz
  - Landry Shamet, amerykański koszykarz
- 1998:
  - Silje Holand, norweska siatkarka
  - Shaoang Liu, węgierski łyżwiarz szybki, specjalista short tracku pochodzenia chińskiego
- 1999:
  - Sara al-Hamidi, tunezyjska zapaśniczka
  - Vasil Kirkov, amerykański tenisista pochodzenia bułgarskiego
  - Kristian Thorstvedt, norweski piłkarz
- 2000:
  - Tjay De Barr, gibraltarski piłkarz
  - Wesley Gasolina, brazylijski piłkarz
  - Kamil Kruk, polski piłkarz
  - Abdułmażyd Kudijew, tadżycki zapaśnik
  - Ashley Moloney, australijski lekkoatleta, wieloboista
  - José Neris, urugwajski piłkarz
  - Łukasz Poręba, polski piłkarz
  - Daniel Ściślak, polski piłkarz
  - Marcin Woroniecki, polski koszykarz
- 2001:
  - Bae Su-min, południowokoreańska wokalistka, członkini girlsbandu STAYC
  - James Garner, angielski piłkarz
  - Claudio Haas, niemiecki skoczek narciarski
  - Matthew Hoppe, amerykański piłkarz
  - Michał Karbownik, polski piłkarz
  - Macey Kilty, amerykańska zapaśniczka
  - Alice Kinsella, brytyjska gimnastyczka
- 2002:
  - Seo Whi-min, południowokoreańska łyżwiarka szybka, specjalistka short tracku
  - Franco Tongya, włoski piłkarz pochodzenia kameruńskiego
- 2003:
  - Keegan Palmer, australijski skater pochodzenia amerykańsko-południowoafrykańskiego
  - Gustav Wang, duński kolarz szosowy
- 2004:
  - Coco Gauff, amerykańska tenisistka
  - Matwiej Wołkow, białoruski lekkoatleta, tyczkarz pochodzenia rosyjskiego
- 2005 – Lucie Havlíčková, czeska tenisistka
- 2008 – Sara Pokorny, austriacka skoczkini narciarska

## Zmarli
- 565 – Belizariusz, wódz wschodniorzymski (ur. 505)
- 788 – Mazu Daoyi, chiński mistrz chan (ur. 709)
- 857 – Roderyk z Kordoby, męczennik, święty
- 1202 – Mieszko III Stary, książę wielkopolski (ur. 1122–1125)
- 1229:
  - Sancja, infantka portugalska, cysterka, błogosławiona (ur. przed 1182)
  - Pietro Ziani, doża Wenecji (ur. ?)
- 1235 – Agnellus z Pizy, włoski franciszkanin, błogosławiony (ur. 1194)
- 1332 – Teodor Metochita, bizantyjski polihistor, filozof, poeta, astronom, matematyk, epistolograf (ur. 1270)
- 1341 – Trojden I, książę czerski i warszawski, regent płocki (ur. 1284–1286)
- 1447 – Szahruch, władca mongolski z dynastii Timurydów (ur. 1377)
- 1490 – Karol I Wojownik, książę Sabaudii i Piemontu, hrabia Aosty i Maurienne, tytularny król Cypru i Jerozolimy, margrabia Saluzzo (ur. 1468)
- 1516 – Władysław II Jagiellończyk, polski królewicz, król Czech i Węgier (ur. 1456)
- 1557 – Louis de Bourbon de Vendôme, francuski duchowny katolicki, biskup Laon, kardynał (ur. 1493)
- 1559 – Johann Gropper, niemiecki kardynał, teolog (ur. 1503)
- 1569 – Ludwik I Burbon-Condé, francuski książę, generał hugenocki (ur. 1530)
- 1572 – Petar Hektorović, chorwacki poeta, prozaik (ur. 1487)
- 1597 – Marcantonio Colonna, włoski kardynał (ur. 1523)
- 1616 – Tomasz Drezner, polski prawnik pochodzenia niemieckiego (ur. 1560)
- 1619 – Richard Burbage, angielski aktor, właściciel teatru (ur. 1568)
- 1622 – Mikołaj Wizgierd, marszałek Trybunału Głównego Wielkiego Księstwa Litewskiego (ur. ?)
- 1624 – Matteo Priuli, włoski kardynał (ur. ok. 1577)
- 1629 – Basilius Besler, niemiecki aptekarz, botanik (ur. 1561)
- 1663 – Edward Wittelsbach, książę Palatynatu Reńskiego (ur. 1625)
- 1669 – Maria Miłosławska, caryca Rosji (ur. 1624)
- 1704 – Giovanni Anastasi, włoski malarz (ur. 1653)
- 1711 – Nicolas Boileau, francuski poeta, krytyk literacki (ur. 1636)
- 1719 – Johann Friedrich Böttger, niemiecki alchemik (ur. 1682)
- 1720 – Kazimierz Jan Sapieha, wojewoda wileński, hetman wielki litewski, hetman polny litewski, podskarbi nadworny litewski (ur. 1637 lub 42)
- 1733 – Władysław Jozafat Sapieha, marszałek Trybunału Głównego Wielkiego Księstwa Litewskiego, krajczy wielki litewski, wojewoda brzeskolitewski i miński (ur. 1652)
- 1742 – Gilles-Marie Oppenord, francuski architekt, dekorator (ur. 1672)
- 1753 – Antonio Saverio Gentili, włoski kardynał (ur. 1681)
- 1767 – Maria Józefa Wettyn, królewna polska, księżniczka saska, delfina Francji (ur. 1731)
- 1778 – Charles le Beau, francuski historyk (ur. 1701)
- 1779 – Hieronim Wielopolski, polski hrabia, generał major, polityk (ur. 1712)
- 1783 – Leopold Ernst von Firmian, niemiecki duchowny katolicki, biskup Seckau, biskup koadiutor Trydentu, biskup Pasawy, kardynał (ur. 1708)
- 1794:
  - José Augustin Llano y de la Quadra, hiszpański arystokrata, dyplomata (ur. 1722)
  - Antonio Ricardos, hiszpański generał (ur. 1727)
- 1802 – Józef Herman Osiński, polski pijar, uczony, tłumacz (ur. 1738)
- 1806 – Gabriel-François Doyen, francuski malarz (ur. 1726)
- 1808 – Chrystian VII Oldenburg, król Danii i Norwegii (ur. 1749)
- 1813:
  - Teodor Rudnicki, polski podpułkownik piechoty (ur. 1790)
  - Georg Adolf Suckow, niemiecki fizyk, chemik, mineralog, inżynier górniczy (ur. 1751)
- 1814:
  - Ludwik Franciszek II Burbon-Conti, francuski arystokrata (ur. 1734)
  - Angelica Schuyler Church, amerykańska socjaldemokratka (ur. 1756)
- 1819 – Ksawery Szymon Działyński, polski polityk (ur. 1756)
- 1821 – John Hunter, brytyjski wojskowy, administrator kolonialny (ur. 1737)
- 1824 – Maria Ludwika Burbon, królowa i regentka Etrurii (ur. 1782)
- 1827 – Rudolf Dołasiński, polski lekarz wojskowy, wykładowca akademicki (ur. 1768)
- 1832:
  - Jan Neygart, polski polityk, prezydent Włocławka (ur. ?)
  - Aleksander Orłowski, polski malarz, grafik, rysownik (ur. 1777)
- 1834 – Charles Philip Yorke, brytyjski polityk (ur. 1764)
- 1836 – Adolf Stieler, niemiecki kartograf, geograf (ur. 1775)
- 1838 – Poul Martin Møller, duński poeta (ur. 1794)
- 1842 – Henry Shrapnel, brytyjski wojskowy, wynalazca (ur. 1761)
- 1845 – John Frederic Daniell, brytyjski fizyk, chemik (ur. 1790)
- 1848 – Johan Niclas Byström, szwedzki rzeźbiarz (ur. 1783)
- 1851 – Karl Lachmann, niemiecki filolog, krytyk literacki (ur. 1793)
- 1854 – Jean-Baptiste de Villèle, francuski arystokrata, polityk, premier Królestwa Francji (ur. 1773)
- 1858 – Felice Orsini, włoski działacz niepodległościowy (ur. 1819)
- 1859 – Vilhelm Pedersen, duński ilustrator (ur. 1820)
- 1862 – Julian Roman Lubieniecki, polski pszczelarz (ur. 1802)
- 1867 – Luiza Karolina, księżniczka Hessen-Kassel (ur. 1789)
- 1870 – Charles de Montalembert, francuski działacz katolicki, historyk (ur. 1810)
- 1871 – Antoni (Szokotow), rosyjski biskup prawosławny (ur. 1799)
- 1873 – Julian Montwiłł Ejtminowicz, polski pułkownik, uczestnik powstania styczniowego (ur. ?)
- 1877 – Wojciech Stępek, polski duchowny katolicki, polityk (ur. 1809)
- 1879 – Adolf Anderssen, niemiecki szachista (ur. 1818)
- 1881:
  - Ignacy Hryniewiecki, polski konspirator, rewolucjonista, zamachowiec (ur. 1855)
  - Aleksander II Romanow, car Rosji (ur. 1818)
- 1884:
  - Siegfried Heinrich Aronhold, niemiecki matematyk (ur. 1819)
  - Aleksander Lesser, polski malarz, krytyk sztuki pochodzenia żydowskiego (ur. 1814)
- 1886 – Austin Flint, amerykański lekarz (ur. 1812)
- 1891 – Théodore de Banville, francuski poeta, prozaik (ur. 1823)
- 1892:
  - Constantin Guys, francuski malarz, rysownik, akwarelista (ur. 1802)
  - Ludwik IV, wielki książę Hesji i Renu (ur. 1837)
- 1895 – Louise Otto-Peters, niemiecka dziennikarka, poetka, pisarka, feministka (ur. 1819)
- 1896 – Egidio Mauri, włoski duchowny katolicki, arcybiskup Ferrary, kardynał (ur. 1828)
- 1900:
  - Catherine Wolfe Bruce, amerykańska donatorka astronomii (ur. 1816)
  - Józef Kenig, polski dziennikarz (ur. 1821)
- 1901 – Benjamin Harrison, amerykański polityk, prezydent USA (ur. 1833)
- 1903 – Nicolaas Beets, holenderski prozaik, poeta (ur. 1814)
- 1906:
  - Susan B. Anthony, amerykańska sufrażystka (ur. 1820)
  - Marin Drinow, bułgarski historyk, filolog, wykładowca akademicki (ur. 1838)
- 1907 – Fritz Scheel, niemiecki dyrygent i skrzypek (ur. 1852)
- 1912 – Otto Seitz, niemiecki malarz, pedagog (ur. 1846)
- 1913:
  - Félix Resurrección Hidalgo, hiszpański malarz pochodzenia filipińskiego (ur. 1855)
  - Walery Przyborowski, polski pisarz (ur. 1845)
- 1915:
  - Victor von Gegerfelt, szwedzki architekt (ur. 1817)
  - Siergiej Witte, rosyjski hrabia, polityk, premier Rosji (ur. 1849)
- 1916 – Ján Bahýľ, słowacki wynalazca (ur. 1856)
- 1917 – Dmitrij Zernow, rosyjski neuroanatom, wykładowca akademicki (ur. 1843)
- 1919:
  - Bogumił Labusz, polski rolnik, działacz narodowy na Mazurach (ur. 1860)
  - Arthur O’Leary, irlandzki kompozytor, pianista, pedagog (ur. 1834)
- 1920 – Martin Freund, niemiecki chemik, wykładowca akademicki (ur. 1863)
- 1924:
  - Karl Klimm, niemiecki architekt (ur. 1856)
  - Stanisław Niemczynowski, polski krawiec, uczestnik powstania styczniowego, polityk (ur. 1839)
- 1925:
  - Franciszek Chmielewski, polski weteran powstania styczniowego (ur. 1841)
  - Zygmunt Jastrzębski, polski bankowiec, polityk, minister skarbu (ur. 1875)
  - Józef Ostrowski, polski generał dywizji (ur. 1859)
  - Lucille Ricksen, amerykańska aktorka (ur. 1910)
- 1926:
  - Florian Biesik, austro-węgierski urzędnik kolejowy, poeta, autor dzieł literackich w języku wilamowskim (ur. 1850)
  - Józef Dąbrowski, polski pułkownik Korpusu Sądowego WP, prawnik, adwokat, historyk, literat, publicysta, działacz społeczny (ur. 1876)
- 1928 – William Kent, amerykański polityk (ur. 1864)
- 1929 – Henry Scott Tuke, brytyjski malarz (ur. 1858)
- 1930 – George Coventry, brytyjski arystokrata, polityk (ur. 1838)
- 1931:
  - Vernon Hartshorn, brytyjski polityk (ur. 1872)
  - Gustaw Raszewski, polski ziemianin, działacz rolniczy i społeczny (ur. 1857)
- 1935:
  - Richard Mollier, niemiecki fizyk (ur. 1863)
  - Jan Michał Rozwadowski, polski językoznawca, slawista, indoeuropeista, wykładowca akademicki (ur. 1863)
- 1937 – Elihu Thomson, amerykański wynalazca (ur. 1853)
- 1938:
  - Clarence Darrow, amerykański prawik (ur. 1857)
  - Carlo Minoretti, włoski duchowny katolicki, arcybiskup Genui, kardynał (ur. 1861)
- 1939:
  - Magnus von Levetzow, niemiecki kontradmirał, polityk nazistowski (ur. 1871)
  - Lucien Lévy-Bruhl, francuski antropolog, historyk filozofii (ur. 1857)
  - Jerzy Warchałowski, polski teoretyk i krytyk sztuki (ur. 1874)
- 1941:
  - Józef Chmielewski, polski duchowny katolicki (ur. 1906)
  - Aleksander Kupczyński, polski duchowny katolicki, działacz narodowy i społeczny (ur. 1873)
  - Franciszek Mucha, polski major piechoty (ur. 1886)
- 1942:
  - Jan Berek, polski działacz społeczny na Śląsku Cieszyńskim (ur. 1900)
  - Icikas Meskupas, litewski polityk komunistyczny, organizator antyniemieckiej partyzantki (ur. 1907)
  - Jan Nepomucen Potocki, polski hrabia, przedsiębiorca, polityk (ur. 1867)
- 1943 – Stephen Benét, amerykański prozaik, poeta (ur. 1898)
- 1944 – Lew Szestakow, radziecki pilot wojskowy, as myśliwski (ur. 1915)
- 1945:
  - Josef Hasenöhrl, austriacki wioślarz (ur. 1915)
  - Ocził Kadyrow, radziecki żołnierz (ur. 1910)
  - Ewelina Nowak, polska sanitariuszka, szeregowiec (ur. 1925)
  - Étienne Piquiral, francuski rugbysta (ur. 1901)
  - Kazimierz Prószyński, polski wynalazca, konstruktor pionierskich aparatów kinematograficznych (ur. 1875)
  - Dmitrij Sokolcow, rosyjski pułkownik, elektrotechnik, radiotechnik, konstruktor, wykładowca akademicki, publicysta naukowy, emigrant (ur. 1873)
- 1946 – Marcel Bucard, francuski polityk nacjonalistyczny i faszystowski, kolaborant (ur. 1895)
- 1947:
  - Angela Brazil, brytyjska pisarka (ur. 1868)
  - Urżin Garmajew, buriacki dowódca wojskowy (ur. 1888)
  - Józef Pollak, polski pisarz, pedagog (ur. 1882)
- 1948 – Aleksiej Niedogonow, rosyjski poeta (ur. 1914)
- 1949 – Feliks Wiślicki, polski inżynier chemik (ur. 1866)
- 1950 – Jadwiga Skrzyńska, polska inżynier, agronom, pilotka (ur. 1912)
- 1951 – Adolf Dąbrowski, polski pułkownik piechoty (ur. 1877)
- 1952:
  - Giovanni Battista Nasalli Rocca di Corneliano, włoski duchowny katolicki, arcybiskup Bolonii, kardynał (ur. 1872)
  - Ignacy Kuszela, polski podporucznik, działacz niepodległościowy (ur. 1891)
  - Johan Nygaardsvold, norweski polityk, premier Norwegii (ur. 1879)
- 1953:
  - Jan Stanisław Jankowski, polski polityk, minister pracy i opieki społecznej, wicepremier, delegat Rządu na Kraj (ur. 1882)
  - Johan Laidoner, estoński generał-lejtnant, polityk (ur. 1884)
- 1954 – Ludomir Michał Rogowski, polski kompozytor, dyrygent (ur. 1881)
- 1955:
  - Tribhuvan Bir Bikram Shah Dev, król Nepalu (ur. 1892)
  - Giuseppe Domenichelli, włoski gimnastyk (ur. 1897)
- 1957:
  - George Allison, brytyjski komentator sportowy (ur. 1883)
  - Anna Haava, estońska poetka, tłumaczka (ur. 1864)
  - Helena Romanowa, rosyjska wielka księżna, księżna grecka i duńska (ur. 1882)
- 1959:
  - Frank Elliott, amerykański kierowca wyścigowy (ur. 1890)
  - Aleksandr Iwanow, rosyjski twórca filmów animowanych (ur. 1899)
- 1960:
  - Elżbieta Amalia Habsburg, arcyksiężniczka austriacka, księżna von und zu Liechtenstein (ur. 1878)
  - Louis Wagner, francuski kierowca wyścigowy (ur. 1882)
- 1961:
  - Xhemal Araniti, albański generał (ur. 1886)
  - Ruth Fischer, niemiecko-austriacka działaczka komunistyczna pochodzenia żydowskiego (ur. 1895)
  - Agnes Pelton, amerykańska malarka abstrakcyjna (ur. 1881)
- 1962:
  - August Furuhjelm, polski architekt pochodzenia fińskiego (ur. 1881)
  - Franz Kaiser, niemiecki astronom (ur. 1891)
  - Stefania Michnowska, polska aktorka (ur. 1881)
- 1964 – Kitty Genovese, amerykańska ofiara morderstwa (ur. 1935)
- 1965:
  - Corrado Gini, włoski statystyk, demograf (ur. 1884)
  - Fan Noli, albański duchowny prawosławny, biskup, działacz niepodległościowy, dziennikarz, kompozytor, polityk, premier Albanii (ur. 1882)
- 1966:
  - Max Clara, austriacki anatom (ur. 1899)
  - Milan Dobrovoljac, chorwacki duchowny starokatolicki, polityk, pisarz, dziennikarz (ur. 1879)
- 1967 – Ahmed Sher Khan, indyjski hokeista na trawie (ur. 1912)
- 1968 – Jadwiga Marszewska-Ziemięcka, polska mikrobiolog, wykładowczyni akademicka (ur. 1891)
- 1969:
  - Aleksiej Poskonow, radziecki polityk (ur. 1904)
  - Walerian Żak, polski major pilot (ur. 1921)
- 1970 – Aubakir Arstanbekow, radziecki generał major KGB, polityk (ur. 1908)
- 1971 – Rockwell Kent, amerykański malarz, grafik, pisarz (ur. 1882)
- 1972:
  - Maria Kamocka, polska etnografka, bibliotekarka (ur. 1931)
  - Franciszek Ochmański, polski robotnik, polityk, poseł na Sejm PRL (ur. 1903)
- 1973 – Melville Cooper, brytyjski aktor (ur. 1896)
- 1974:
  - Feliks Antoniak, polski rzeźbiarz, narciarz wysokogórski (ur. 1888)
  - Telesfor Kuczko, polski generał brygady, inżynier (ur. 1920)
  - Henri Pequet, francuski pionier lotnictwa (ur. 11888)
  - Frans de Vreng, holenderski kolarz torowy (ur. 1898)
- 1975 – Ivo Andrić, serbski prozaik, poeta, laureat Nagrody Nobla (ur. 1892)
- 1976:
  - Max Tau, niemiecko-norweski pisarz, publicysta, edytor pochodzenia żydowskiego (ur. 1897)
  - Kosta Tomašević, serbski piłkarz (ur. 1923)
- 1977 – Jan Patočka, czeski filozof, sygnatariusz i rzecznik „Karty 77” (ur. 1907)
- 1980:
  - Władysław Dziadosz, prawnik, polityk, wojewoda kielecki (ur. 1893)
  - Roland Symonette, bahamski polityk, premier Bahamów (ur. 1898)
- 1981:
  - Robin Maugham, brytyjski pisarz (ur. 1916)
  - Tadeusz Wojtas, polski duchowny katolicki, działacz emigracyjny (ur. 1903)
- 1982 – Józef Kuczyński, polski duchowny katolicki, pedagog, działacz harcerski (ur. 1904)
- 1983:
  - Louison Bobet, francuski kolarz szosowy (ur. 1925)
  - Mieczysław Laskowski, polski prawnik, ekonomista, dyplomata (ur. 1908)
  - Włodzimierz Nieżywiński, polski fotograf, fotoreporter (ur. 1923)
- 1984 – Luigi Figini, włoski architekt (ur. 1903)
- 1985 – Elmer Austin Benson, amerykański polityk (ur. 1895)
- 1986 – Eugen Gerstenmaier, niemiecki polityk, działacz protestancki (ur. 1906)
- 1987 – Bernhard Grzimek, niemiecki zoolog (ur. 1909)
- 1988:
  - John Holmes, amerykański aktor (ur. 1944)
  - Tomasz Weiss, polski historyk literatury (ur. 1929)
- 1989:
  - Carl Dahlhaus, niemiecki muzykolog (ur. 1928)
  - Iwan Kasiak, białoruski pisarz, działacz niepodległościowy (ur. 1909)
  - Jo Mommers, holenderski piłkarz (ur. 1930)
- 1990 – Bruno Bettelheim, amerykański psychoanalityk pochodzenia żydowskiego (ur. 1903)
- 1991 – Josef Manger, niemiecki sztangista (ur. 1913)
- 1992:
  - Boris Diożkin, rosyjski twórca filmów animowanych (ur. 1914)
  - Irmã Dulce, brazylijska zakonnica, święta (ur. 1914)
  - Irena Netto, polska aktorka (ur. 1899)
  - Osvaldo Reig, argentyński biolog, paleontolog, wykładowca akademicki (ur. 1929)
- 1993:
  - Jewgienij Afanasienko, radziecki polityk, dyplomata (ur. 1914)
  - Gene Hartley, amerykański kierowca wyścigowy (ur. 1926)
  - Gaetano Kanizsa, włoski psycholog, wykładowca akademicki, artysta pochodzenia żydowsko-słoweńskiego (ur. 1913)
  - Albert Maori Kiki, papuański patolog, pisarz, polityk (ur. 1931)
  - Petar Mazew, macedoński malarz, scenograf (ur. 1927)
  - Jean Tamini, szwajcarski piłkarz (ur. 1919)
- 1994:
  - Sandra Paretti, niemiecka pisarka (ur. 1935)
  - Buddy Rosar, amerykański baseballista (ur. 1914)
- 1995:
  - Mieczysław Balcer, polski piłkarz, lekkoatleta, wieloboista, trener piłkarski (ur. 1906)
  - Franciszek Gajowniczek, polski więzień obozu Auschwitz (ur. 1901)
  - Paul Kipkoech, kenijski lekkoatleta, długodystansowiec (ur. 1963)
- 1996:
  - Lucio Fulci, włoski reżyser, scenarzysta, aktor i producent filmowy (ur. 1927)
  - Sándor Gellér, węgierski piłkarz, bramkarz (ur. 1925)
  - Krzysztof Kieślowski, polski reżyser i scenarzysta filmowy (ur. 1941)
- 1998:
  - William Haenszel, amerykański epidemiolog i statystyk (ur. 1910)
  - Hans von Ohain, niemiecki naukowiec (ur. 1911)
  - Peter Sillett, angielski piłkarz (ur. 1933)
- 1999 – Anton Raadik, estoński bokser (ur. 1917)
- 2000:
  - Rex Everhart, amerykański aktor (ur. 1920)
  - Adam Hahn, polski architekt (ur. 1920)
  - Cab Kaye, brytyjski muzyk jazzowy (ur. 1921)
  - Roman Makowski, polski rolnik, polityk, poseł na Sejm PRL (ur. 1924)
  - Malcolm Wilson, amerykański polityk (ur. 1914)
- 2001:
  - John Alonzo, amerykański operator i reżyser filmowy (ur. 1934)
  - Henry Lee Lucas, amerykański seryjny morderca (ur. 1936)
  - Józef Olejniczak, polski żużlowiec, trener, działacz sportowy (ur. 1918)
- 2002:
  - Ivano Blason, włoski piłkarz (ur. 1923)
  - Hans-Georg Gadamer, niemiecki filozof, humanista, historyk filozofii, filolog (ur. 1900)
  - Hubert Wagner, polski siatkarz, trener (ur. 1941)
- 2003 – Gus Yatron, amerykański polityk (ur. 1927)
- 2004:
  - Franz König, austriacki duchowny katolicki, arcybiskup Wiednia, kardynał (ur. 1905)
  - Dullah Omar, południowoafrykański prawnik, polityk (ur. 1934)
- 2005 – Ahmed Hassan Diria, tanzański polityk (ur. 1937)
- 2006:
  - Jimmy Johnstone, szkocki piłkarz (ur. 1944)
  - Maureen Stapleton, amerykańska aktorka (ur. 1925)
- 2007 – Arnold Skaaland, amerykański wrestler, trener (ur. 1925)
- 2008:
  - Andrzej Kruczyński, polski aktor (ur. 1918)
  - Grzegorz Łozowski, polski kierownik produkcji filmowej (ur. 1954)
  - Zbigniew Mikołajewski, polski architekt (ur. 1922)
  - Paulos Faraj Rahho, iracki duchowny Kościoła chaldejskiego, arcybiskup Mosulu (ur. 1942)
- 2009:
  - Betsy Blair, amerykańska aktorka (ur. 1923)
  - Edmond Niemczyk, polsko-francuski malarz (ur. 1933)
- 2010:
  - Jean Ferrat, francuski piosenkarz, autor tekstów, poeta (ur. 1930)
  - Édouard Kargu, francuski piłkarz pochodzenia polskiego (ur. 1925)
  - Andrzej Marcinkowski, polski adwokat, polityk (ur. 1929)
  - Justin Tanner Petersen, amerykański haker, inżynier dźwięku, prywatny detektyw (ur. 1960)
- 2011:
  - Andreas Franz, niemiecki pisarz (ur. 1954)
  - Krzysztof Kmieć, polski naukowiec, doktor farmacji, twórca ekslibrisów (ur. 1950)
  - Henryk Rochnowski, polski geograf (ur. 1946)
- 2012:
  - Jock Hobbs, nowozelandzki rugbysta (ur. 1960)
  - Hans Ludwig Martensen, duński duchowny katolicki, jezuita, biskup kopenhaski (ur. 1927)
- 2013:
  - Léon Deladerrière, francuski piłkarz (ur. 1927)
  - Wałerij Hoszkoderia, ukraiński piłkarz, trener (ur. 1959)
  - Elżbieta Kilarska, polska aktorka (ur. 1931)
  - Ryszard Miernik, polski poeta, prozaik (ur. 1929)
  - Władysław Stachurski, polski piłkarz, trener (ur. 1945)
- 2014:
  - Reubin Askew, amerykański polityk (ur. 1928)
  - Jerzy Hausleber, polski lekkoatleta, chodziarz (ur. 1930)
  - Ahmad Tejan Kabbah, sierraleoński polityk, prezydent Sierra Leone (ur. 1932)
  - Petar Miłoszewski, macedoński piłkarz (ur. 1973)
  - Janusz Zabłocki, polski dziennikarz, publicysta, polityk, poseł na Sejm PRL (ur. 1926)
- 2015:
  - Daevid Allen, australijski gitarzysta, wokalista, członek zespołów: Soft Machine i Gong (ur. 1938)
  - Jan Niewiński, polski żołnierz AK, pułkownik MSW, działacz społeczny (ur. 1920)
  - Al Rosen, amerykański baseballista (ur. 1924)
- 2016:
  - Kazimierz Małysiak, polski hokeista, trener (ur. 1936)
  - Hilary Putnam, amerykański filozof, wykładowca akademicki pochodzenia żydowskiego (ur. 1926)
- 2017:
  - Anatolij Czerniajew, rosyjski historyk, polityk (ur. 1921)
  - Amy Krouse Rosenthal, amerykańska pisarka (ur. 1965)
  - Richard Prinz zu Sayn-Wittgenstein-Berleburg, niemiecki arystokrata (ur. 1934)
- 2018:
  - Thomas Berry Brazelton, amerykański pediatra, publicysta (ur. 1918)
  - Claudia Fontaine, brytyjska wokalistka rockowa (ur. 1960)
  - Bebeto de Freitas, brazylijski trener siatkarski, działacz sportowy (ur. 1950)
  - Jens Nilsson, szwedzki samorządowiec, polityk, eurodeputowany (ur. 1948)
  - Nora Schimming-Chase, namibijska nauczycielka, polityk, dyplomata (ur. 1940)
  - Henry Williams, amerykański koszykarz (ur. 1970)
- 2019:
  - Zofia Czerwińska, polska aktorka (ur. 1933)
  - Harry Hughes, amerykański polityk (ur. 1926)
  - Jerzy Kalibabka, polski przestępca, uwodziciel (ur. 1956)
- 2020:
  - Wacław Bała, polski fizyk, wykładowca akademicki (ur. 1937)
  - Barbara Harris, amerykańska duchowna protestancka, biskup (ur. 1930)
  - Filipos Petsalnikos, grecki prawnik, polityk (ur. 1950)
  - Gerard du Prie, holenderski trójboista siłowy, strongman (ur. 1937)
  - Nasser Shabani, irański generał (ur. 1957)
  - Jan Szczepański, polski ekonomista, wykładowca akademicki (ur. 1933)
  - Dana Zátopková, czeska lekkoatletka, oszczepniczka (ur. 1922)
- 2021:
  - Andrzej Marek Borkowski, polski inżynier, geodeta, kartograf, wykładowca akademicki (ur. 1959)
  - Marvin Hagler, amerykański bokser (ur. 1954)
  - Józef Jagielski, polski kardiolog, wykładowca akademicki (ur. 1934)
  - Zdzisław Ludwiczak, polski dyplomata (ur. 1929)
  - Nikoła Spiridonow, bułgarski szachista (ur. 1938)
- 2022:
  - Erhard Busek, austriacki prawnik, polityk, minister edukacji, wicekanclerz (ur. 1941)
  - Vic Elford, brytyjski kierowca wyścigowy (ur. 1935)
  - Barbara Falińska, polska językoznawczyni, dialektolog, polonistka, slawistka, wykładowczyni akademicka, działaczka społeczna i oświatowa (ur. 1931)
  - William Hurt, amerykański aktor (ur. 1950)
  - Paweł Kwiek, polski artysta współczesny, fotograf, operator filmowy, realizator światła (ur. 1951)
  - Wiesław Łucyszyn, polski piłkarz, trener (ur. 1939)
  - Adam Odzimek, polski duchowny katolicki, biskup pomocniczy radomski (ur. 1944)
  - Brent Renaud, amerykański dziennikarz, korespondent wojenny, fotoreporter (ur. 1971)
  - Stepan Tarabałka, ukraiński major pilot (ur. 1993)
- 2023:
  - Phyllida Barlow, brytyjska rzeźbiarka, artystka wizualna (ur. 1944)
  - Marek Ordyłowski, polski historyk, wykładowca akademicki (ur. 1949)
  - Ernst Tugendhat, niemiecki filozof, wykładowca akademicki (ur. 1930)
  - Marija Ujević-Galetović, chorwacka rzeźbiarka (ur. 1933)
- 2024:
  - Stefan Abadżiew, bułgarski piłkarz (ur. 1934)
  - Jacques Donnay, francuski prawnik, polityk, eurodeputowany (ur. 1925)
  - Marcello Gandini, włoski projektant samochodowy (ur. 1938)
  - Jurand Jarecki, polski architekt (ur. 1931)
  - Neofit, bułgarski duchowny prawosławny, metropolita Sofii, patriarcha Bułgarii (ur. 1945)
  - Aribert Reimann, niemiecki pianista, kompozytor (ur. 1936)
  - Matthias Schießleder, niemiecki judoka (ur. 1936)
- 2025:
  - Sofija Gubajdulina, rosyjska kompozytorka muzyki filmowej (ur. 1931)
  - Radiša Ilić, serbski piłkarz (ur. 1977)
  - Andrzej Krzak, polski internista, polityk, senator RP (ur. 1941)
  - Miguel Macedo, portugalski prawnik, samorządowiec, polityk, minister administracji i spraw wewnętrznych (ur. 1959)
  - Antym (Russas), grecki duchowny prawosławny, biskup metropolita Salonik (ur. 1934)